# Паула Фернандес
Паула Фернандес де Соуза (порт. Paula Fernandes de Souza; 28 серпня 1984, Сім Ставків, Мінас-Жерайс, Бразилія) — бразильська кантрі-виконавиця.

## Дискографія
Альбоми
- 1993: Paula Fernandes
- 1995: Ana Rayo
- 2005: Canções do Vento Sul
- 2007: Dust Iin the Wind
- 2009: Pássaro de Fogo

Концертний альбом
- 2011: Paula Fernandes: Ao Vivo